# Mario Scirea
Mario Scirea [uitspraak: 'ʃireːa] (Oltre il Colle, 7 augustus 1964) is een Italiaans voormalig beroepswielrenner. Van 1996 tot 2004 was Scirea ploeggenoot van Mario Cipollini, voor wie hij bij de Italiaanse ploegen Saeco Macchine per Caffé, Cantina Tollo en Domina Vacanze–Elitron een essentiële schakel was in het 'treintje' (bij Saeco de rode trein genaamd) dat de sprint voorbereidde.
In 2004 beëindigde Scirea zijn wielerloopbaan bij de Domina Vacanze-ploeg, terwijl Mario Cipollini nog vier maanden doorging bij de nieuwe Liquigas-ploeg. Na zijn actieve loopbaan werd hij ploegleider; hij begon bij Liquigas in 2005. 

## Belangrijkste overwinningen
1987
- Wereldkampioen 100 km ploegentijdrit, Amateurs (met Roberto Fortunato, Eros Poli en Flavio Vanzella)

1989
- 6e etappe Tour of the Americas

1996
- 2e etappe Hofbrau Cup

## Resultaten in voornaamste wedstrijden
| Jaar | Ronde van Italië | Ronde van Frankrijk | Ronde van Spanje |
| ---- | ---------------- | ------------------- | ---------------- |
| 1989 | 131e             | buiten tijd         |                  |
| 1990 |                  |                     | 117e             |
| 1991 | 105e             |                     | 106e             |
| 1992 |                  | 107e                | 112e             |
| 1993 | 115e             | 120e                |                  |
| 1994 | 85e              | opgave              |                  |
| 1995 | 102e             | 98e                 | opgave           |
| 1996 | 95e              | opgave              |                  |
| 1997 | opgave           |                     | 113e             |
| 1998 | 61e              | opgave              |                  |
| 1999 | 67e              | opgave              |                  |
| 2000 | 56e              | opgave              |                  |
| 2001 | 121e             |                     |                  |
| 2002 | 109e             |                     | opgave           |
| 2003 | 84e              |                     |                  |
| 2004 | 121e             |                     |                  |

| Jaar | Milaan-San Remo | Gent-Wevelgem | Ronde van Vlaanderen | Parijs-Roubaix | Parijs-Tours |  | WK op de weg |
| ---- | --------------- | ------------- | -------------------- | -------------- | ------------ |  | ------------ |
| 1989 |                 |               |                      |                |              |  |              |
| 1990 |                 | 19e           | 76e                  | 83e            | 116e         |  |              |
| 1991 |                 | 42e           |                      | 61e            |              |  |              |
| 1992 | 170e            | 95e           | 29e                  |                |              |  |              |
| 1993 | 135e            |               |                      |                | 98e          |  |              |
| 1994 | 145e            | 88e           | 44e                  | 11e            | 166e         |  |              |
| 1995 | 134e            | 18e           | 21e                  |                |              |  |              |
| 1996 | 54e             | 61e           | 22e                  | 40e            |              |  |              |
| 1997 | 158e            | 13e           | 41e                  | 47e            |              |  |              |
| 1998 | 128e            | 33e           |                      |                |              |  |              |
| 1999 | 74e             | 118e          |                      |                |              |  |              |
| 2000 | 98e             |               |                      |                |              |  |              |
| 2001 | 106e            |               |                      |                |              |  |              |
| 2002 | 105e            | 48e           | 58e                  |                | 80e          |  | 29e          |
| 2003 | 95e             |               | 67e                  |                | 72e          |  |              |
| 2004 | 138e            |               |                      |                |              |  |              |